# Obermaubach
Obermaubach ist ein Ortsteil der Gemeinde Kreuzau im Kreis Düren in der Rureifel und im Nationalpark Eifel. Zu Obermaubach gehört der Wohnplatz Schlagstein. Obermaubach hatte am 31. Dezember 2008 insgesamt 1.403 und Schlagstein 239 Einwohner (Erstwohnsitze).

## Geographie
Obermaubach liegt am Eifelnordrand in der Rureifel im Naturpark Nordeifel, direkt an der Rur, die dort zum Stausee Obermaubach gestaut wird. Der Ort ist an drei Seiten von Eifelbergen umgeben. Auf den Höhen liegen die Orte Nideggen, Bergstein und Bogheim. Rurabwärts liegt Untermaubach.

## Geschichte
Am 6. Januar 1152 wurde die „Grafschaft Molbach“ zum ersten Mal urkundlich genannt. Molbach steht für Mühlbach. Dabei handelt es sich um einen von Menschen angelegten Kanal, zum Betrieb von einer oder mehreren Wassermühlen, was darauf schließen lässt, dass der Mühlbach zwischen Untermaubach und Obermaubach schon damals bestanden hat. Der Ort wurde 1243 als Nideggener Exklave im Gebiet der ehemaligen Herrschaft Untermaubach erwähnt.
Am 1. Januar 1972 wurde die Gemeinde Obermaubach-Schlagstein nach Kreuzau eingemeindet. Im 20./21. Jahrhundert hat sich das Gesicht des Ortes vom Bauerndorf zum Tourismusort gewandelt. Es gibt zwei Hotels im Ortskern.

## Politik

### Wappen
Seit Ende 2006 besitzt Obermaubach-Schlagstein ein neues Ortswappen.
Es setzt sich aus folgenden Grundelementen zusammen:
- Der schwarze Löwe auf goldenem Grund wurde aus dem ursprünglichen Wappen des Herzogtums Jülich entliehen. Obermaubach-Schlagstein war von etwa 1313 bis 1804 Teil des Amtes Nideggen. Von 1804 bis 1971 gehörten diese Ortsteile zum Amt Nideggen.
- Die blaue Welle symbolisiert den Rurverlauf und den Stausee.
- Die grüne Farbe steht für Flora und Fauna.
- Das Wasserrad spiegelt die Getreidemühle (erstmals erwähnt circa 1100 n. Chr., urkundlich dokumentiert von 1500 bis 1960 n. Chr.) und die Ölmühle (erwähnt 1805 bis 1865 auf dem heutigen Grundstück Seestraße 15) wider.

## Kultur und Sehenswürdigkeiten

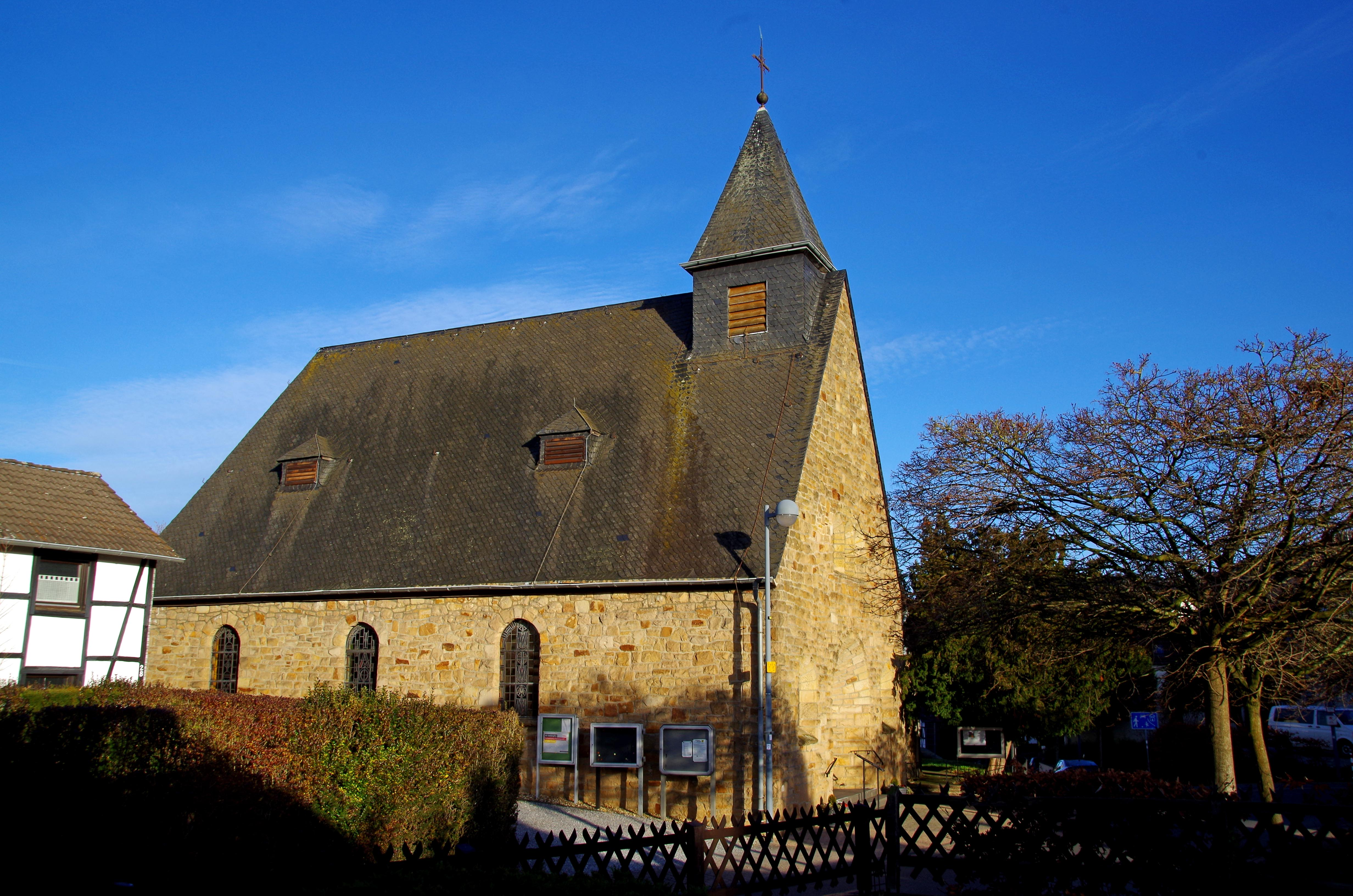
St. Apollinaris

- Die Pfarrkirche St. Apollinaris entstand im Jahr 1778. Sie ersetzte einen dem Hl. Apollinaris geweihte Kirchenbau, die im 16. Jahrhundert erstmals erwähnt wurde. Erst seit dem 17. Januar 1971 ist Obermaubach eine eigenständige Pfarre.
- Die Burg Obermaubach war eine Turmhügelburg (Motte). Sie befand sich am heutigen Ortseingang. Von dem ehemals politisch bedeutsamen Amtssitz des Waldgrafen ist nicht mehr viel übriggeblieben. Erbaut wurde die „Burg Molbach“ – benannt nach dem vorbeifließenden Mühlbach (heute Rinnebach) – von Graf Albert von Nörvenich, der sich ab 1152 in allen Urkunden Albert von Molbach nannte.

- Die Arbeitsgemeinschaft Obermaubach errichtete in den Jahren 1994 bis 1996 eine Waldkapelle, die ein „Ort der Ruhe und Besinnung und dem Wanderer ein Schutz sein“[3]
- Im Jahr 1998 wurde das Heimatmuseum Grafschaft Molbach eröffnet, welches aufgrund fehlender Besucher 2005 wieder geschlossen werden musste.[4]

## Verkehr und Tourismus

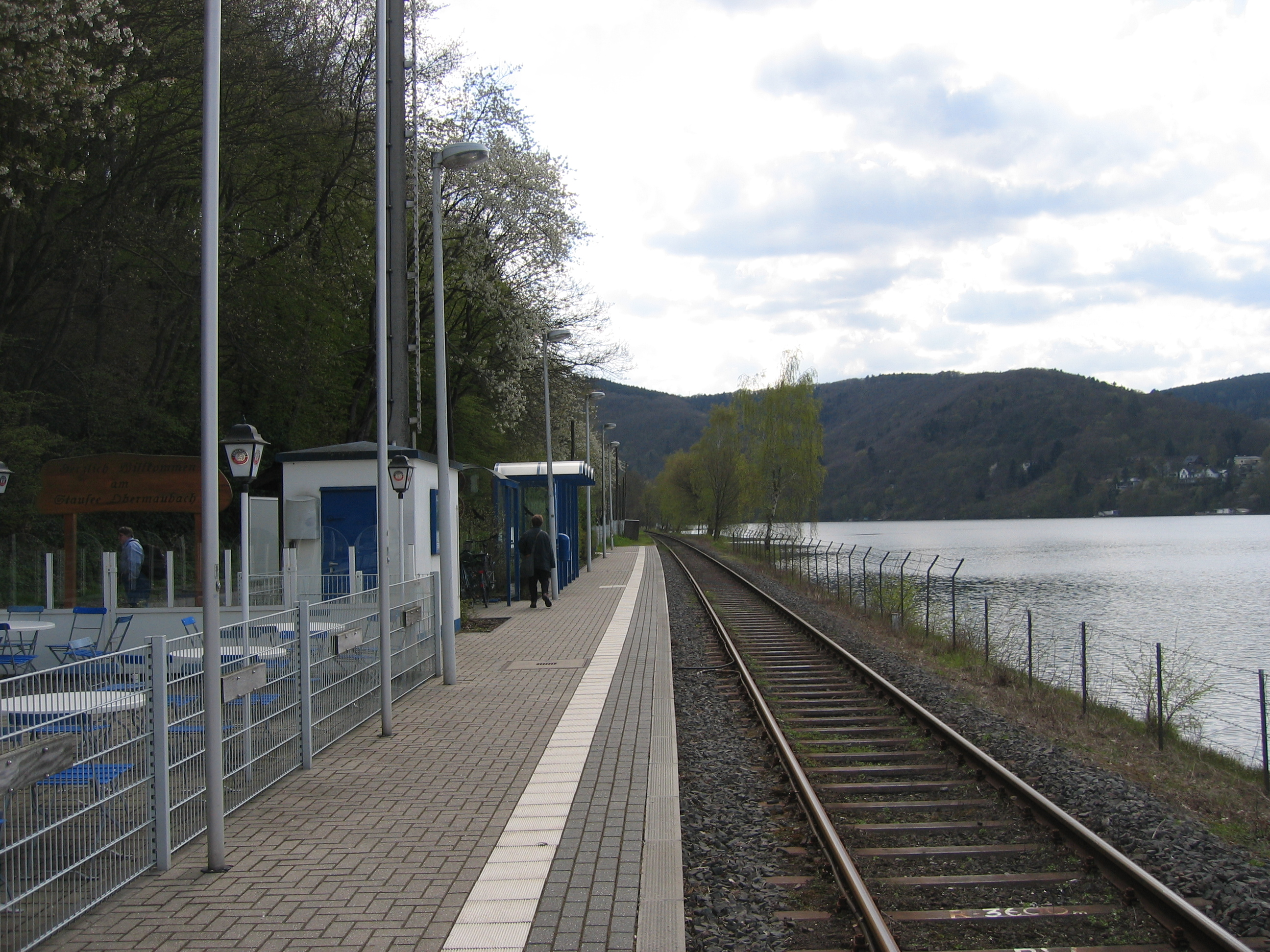
Station der Bahnstrecke Düren–Heimbach, bedient durch die Linie RB 21 der Rurtalbahn

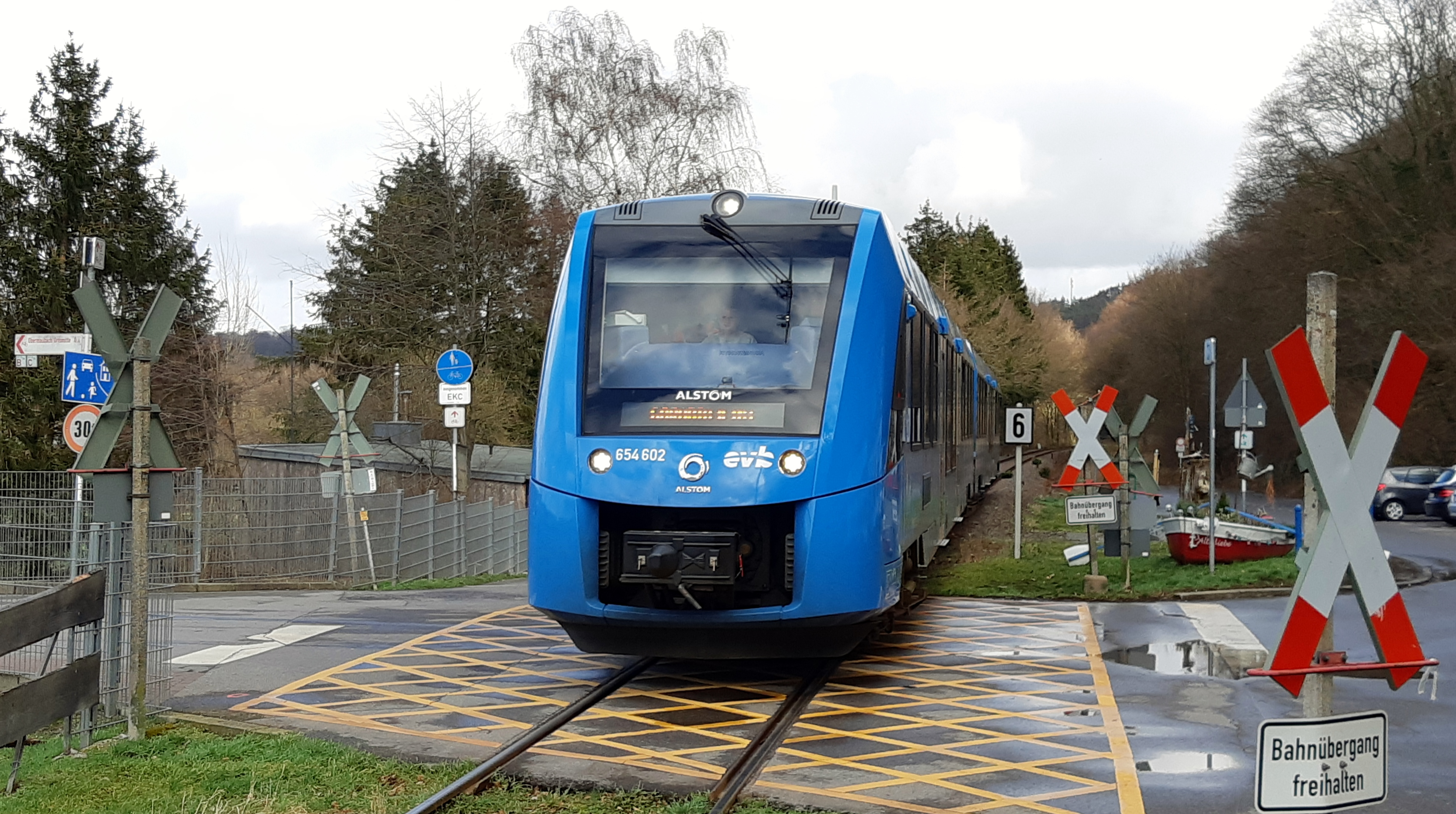
Wasserstoffzug Alstom Coradia iLINT in Obermaubach

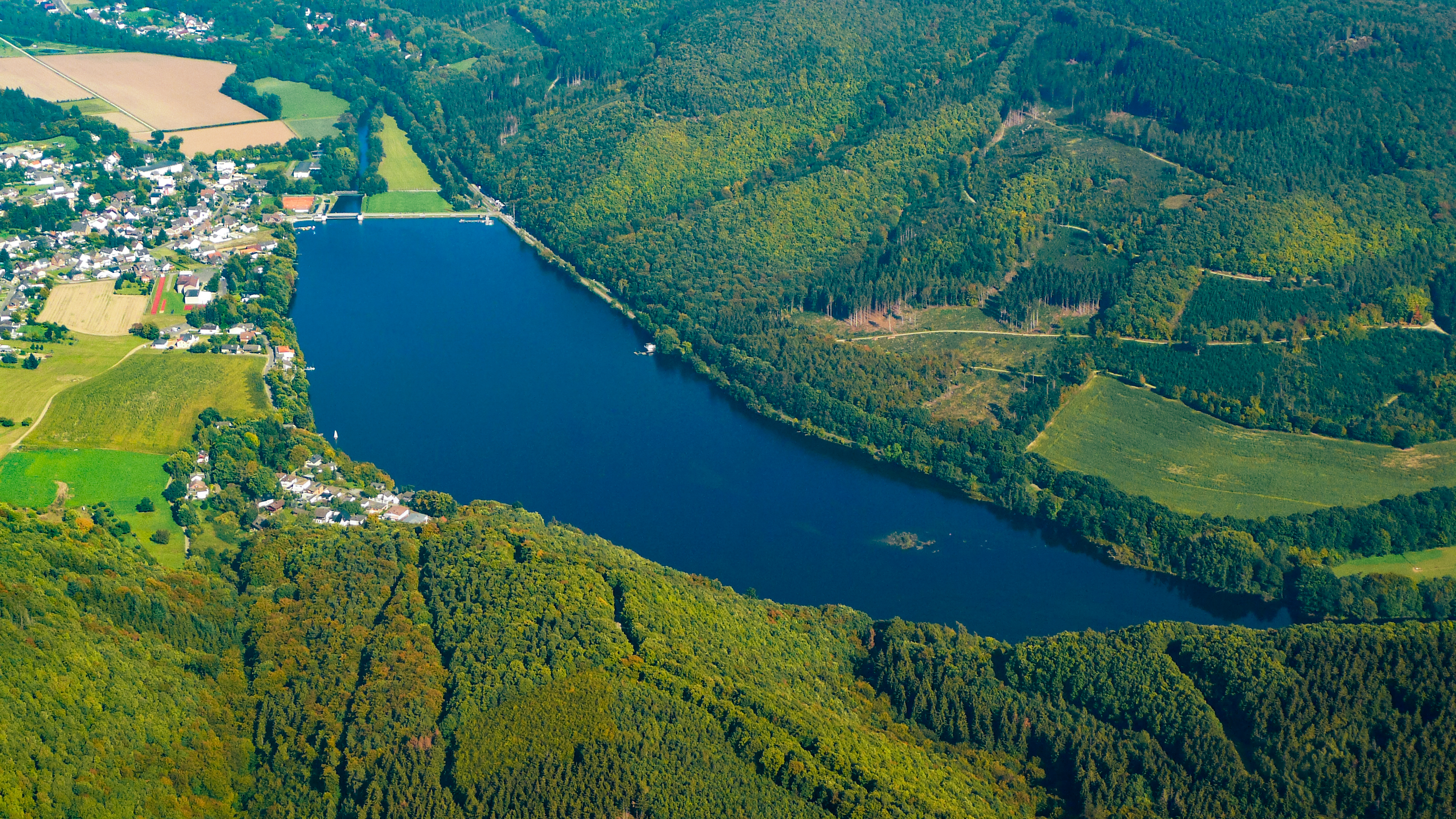
Obermaubach am gleichnamigen Stausee

Entlang der Rur führt der Rurufer-Radweg von Untermaubach kommend in Richtung Zerkall. Daneben verläuft die Bahnstrecke Düren–Heimbach. Die folgenden Radwanderwege laufen ebenfalls am Ort vorbei:
- Wasserburgenroute, sie verbindet mehr als 130 Burgen am Rand der Eifel und in der Kölner Bucht.
- Kaiser-Route: Von Aachen nach Paderborn.
- D-Route 4: Mittelland-Route: Von Aachen über Bonn und Siegen, Erfurt, Jena und Chemnitz nach Zittau.
- D-Route 7: Pilgerroute: Von Aachen über Köln, Düsseldorf, Duisburg, Münster, Osnabrück, Bremen und Hamburg nach Flensburg.

Der Haltepunkt Obermaubach liegt an der Bahnstrecke Düren–Heimbach auf der vom Ort aus gegenüber liegenden Seite des Stausees. Von hier fahren stündlich Züge der RB 21 der Rurtalbahn GmbH nach Düren und Heimbach.
| Linie | Linienverlauf | Takt   |
| ----- | --- | ------ |
| RB 21 | Rurtalbahn: Düren – Annakirmesplatz – Kuhbrücke – Lendersdorf – Renkerstr/Krankenhaus – Tuchmühle – Kreuzau – Kreuzau, Eifelstraße – Üdingen – Untermaubach-Schlagstein – Obermaubach – Zerkall – Nideggen-Brück – Abenden – Blens – Hausen – Heimbach (Eifel) Stand: Fahrplanwechsel Dezember 2021 | 60 min |

Die AVV-Buslinie 201 des Rurtalbus bedient mit einzelnen Fahrten den Ort. Bis zum 31. Dezember 2019 wurden diese Linie von der Dürener Kreisbahn betrieben. Zusätzlich verkehrt an Wochenenden ein Nachtbus.
| Linie | Verlauf |
| ----- | --- |
| 201   | Kreuzau – Winden – Bergheim – Langenbroich – Bogheim – Untermaubach (– Obermaubach) – Bilstein                                      |
| N3b   | Nachtbus: nur in den Nächten Fr/Sa und Sa/So Düren Bf/ZOB → Kaiserplatz → Rölsdorf → Lendersdorf → Gey → Langenbroich → Obermaubach |

Die Hauptstraße im Ort führt von Untermaubach aus kommend an der St. Apollinaris Kirche vorbei in Richtung Kleinhau und Brandenberg. Im gesamten Ortsgebiet gilt Tempo 30.

## Infrastruktur
- Im Ort gibt es einen gemeindeeigenen Kindergarten und eine Grundschule mit einem Lehrschwimmbecken und einer Turnhalle.
- Unterhalb des Stausees befindet sich ein Fußball- und ein Tennisplatz.
- In Obermaubach befindet sich das Wasserwerk der Stadtwerke Düren für die Stadt Düren.